# هونگ جین یونگ
هونگ جین یونگ (کره‌ای: 홍진영، انگلیسی: Hong Jin-young، زادهٔ ۹ اوت ۱۹۸۵) خواننده تروت و سرگرم‌کننده اهل کره جنوبی است.